# Santomera
Santomera est une commune d'Espagne de la communauté autonome de Murcie. Elle s'étend sur 44,2 km2 et comptait environ 15 649 habitants en 2011.